# БММ «Лінза»
Захищений санітарний автомобіль «Лінза» (ЗСА «Лінза») — панцерник, створений на шасі КАМАЗ-53949 «Тайфун-К» 4Х4, для евакуації поранених з поля бою. Вперше панцерник був презентований у 2018 році на міжнародному військово-технічному форумі «Армія-2018».

## Опис
Панцерник має двомісну кабіну та новий спеціальний броньований медичний модуль, що вміщує чотири поранених у лежачому положенні, або шість відкидних місць для поранених. Можливий комбінований варіант — двоє лежачи та троє сидячи.
БММ «Лінза» має третій клас захисту, що забезпечується комбінуванням керамічної броні та броньової стали. Протимінний захист витримує підрив до 8 кг в тротиловому еквіваленті під колесом. Пошкоджене колесо забезпечує до 50 км їзди по пересічній місцевості.
Панцерник оснащений пристосуваннями для витягування поранених з люків, із зони, що перебуває під обстрілом, щитами для евакуації осіб з ушкодженнями хребта та іншим медичним обладнанням. Також повідомляється, що машина має плавний хід, що дозволяє комфортно перевозити поранених по пересічній місцевості.
Санітарний автомобіль також може використовуватися для перевезення медичного майна та розгортання на його базі медичного пункту батальйону.

## Варіанти
- ЗСА-Т — екіпаж 3 особи, 6 сидячи/4 лежачи, маса — 15210 кг
- ЗСА-П — екіпаж 5 осіб, 2 сидячи/3 лежачи, маса — 15500 кг

## Технічні характеристики
БММ «Лінза» обладнана дизельним двигуном КамАЗ 610.10-350, що розвиває максимальну потужність 350 л. с., що дозволяє при повній масі у 16 тонн розігнатися по шосе до швидкості 105 км/год. Два баки дизельного ємністю 180 літрів кожен, вистачає на 1000 км. Заявлений виробником дорожній просвіт становить 433 мм і є регульованим. Довжина – 7130 мм, ширина – 2550 мм, висота – 3100 мм.

## Історія
БММ «Лінза» вперше представлено на виставці «Армія-2021». Російська армія почала отримувати перші зразки в 2021 році у рамках контракту на 56 машин. Перші машини отримали Південний і Центральний військові округи ЗС РФ.
Збройними силами України в Сумській області було захоплено без відносних ушкоджень БММ «Лінза» російських окупаційних військ.

## Оператори
- Росія
- Узбекистан — на озброєнні станом на 2023 рік.[5]
- Україна — захоплено під час російського вторгнення в Україну.